# Замок Рахмайнс
Замок Рахмайнс (англ. Rathmines Castle) — один із замків Ірландії, що стояв колись у графстві Дублін на землі Раймайнс. Замок був знесений у XX столітті під час розбудови Дубліна.
Замок Рахмайнс у свій час описували як одну з найбільших аристократичних резиденцій біля Дубліна. Замок був резиденцією Дж. Т. Пурсера, есквайра. Замок був укріпленим маєтком зі зубчатими мурами. У 1833 році замок описували як старовинну будівлю в поганому стані з вежами в норманському стилі, що з'єднані стінами, з різними елементами фортеці, які збереглися лише як імітація. Колись він будувався для оборони, але потім неодноразово перебудовувався і в XIX столітті вже був дуже занедбаний. Деякий час ним володів полковник Вайнн. Замок був знесений, на його місці було збудовано церкву та церковний коледж Трайнінг та школу Кілдар-скул, що переїхала сюди з графства Кілдар у 1969 році.
Замок Рахмайнс має свою довгу, хоч і туманну історію, починаючи з XIV століття. У той час землі Рахмайнс були частиною церковних земель, які називали Куаллу (ірл. Cuallu) або Куаллан (ірл. Cuallan), пізніше це був прихід Кулленстоун. Землі Куаллу згадуються в церковних документах з 1326 року, як частина садиби Святого Сепульхра (маєток архієпископа Дубліна). Земельні володіння Рахмайнс були врегульовані в 1350 році. Землі Рахмайнс стали частиною баронства Апперкросс. У більш пізні часи, землі Рахмайнс стали популярним передмістям Дубліна, де заможні аристократи будували собі особняки та замки. Особняк, який називали замок Рахмайнс був побудований у XVII столітті, потім був перебудований в XVIII столітті.
На місці, де потім був збудований замок Рахмайнс у 1649 році відбулась кривава битва, де загинуло понад 5000 осіб. Битва була між військами Олівера Кромвеля та військами ірландських роялістів.
У XIX столітті біля замку був модний курорт — сюди приїжджали «на води». Місцеву воду вважали цілющою. У 1872 році місцеву воду високо оцінив доктор О'Лірі.